# Seufzermotiv
Ein Seufzermotiv besteht in der Regel aus einem Sekundschritt abwärts oder (seltener) aufwärts, bei welchem der erste Ton deutlich betont und der folgende angebunden, unbetont und leiser ist. Unter Umständen können auch entsprechende Tonverbindungen mit größeren Intervallen als Seufzer interpretiert werden. Das Seufzermotiv ist eines der am häufigsten verwendeten Ausdrucksmittel der Musik vom Barock bis zur Romantik und darüber hinaus. Je nach musikalischem Kontext kann der Ausdrucksgehalt variieren von Schmerz, Trauer und Klage über Jammer, Angst, Verzweiflung und Nervosität bis hin zu positiven Gefühlen wie Wonne oder freudiger Erregung.

## Beispiele

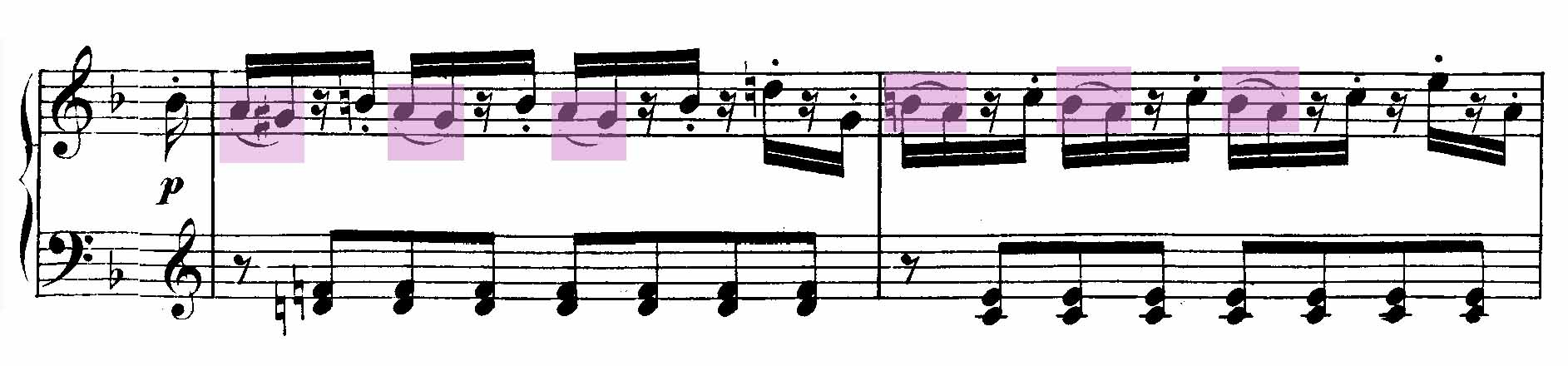
Aus der d-Moll-Fantasie von Mozart

### Seufzermotive mit Sekundschritten
Das nebenstehende Beispiel aus der d-Moll-Fantasie von Mozart enthält typische Seufzermotive, deren (ängstlich atemloser) Charakter durch die eingefügten Pausen (suspiratio) verstärkt wird.
Ein Beispiel besonders reichhaltiger und ausdrucksintensiver Verwendung von Seufzermotiven ist Adolf Jensens Kreuz am Wege aus dem Zyklus Wanderbilder. Hier werden die Seufzer zum Ausdruck des die Leiden Christi nachempfindenden Schmerzes eingesetzt:

### Seufzermotive mit Einbezug größerer Intervalle

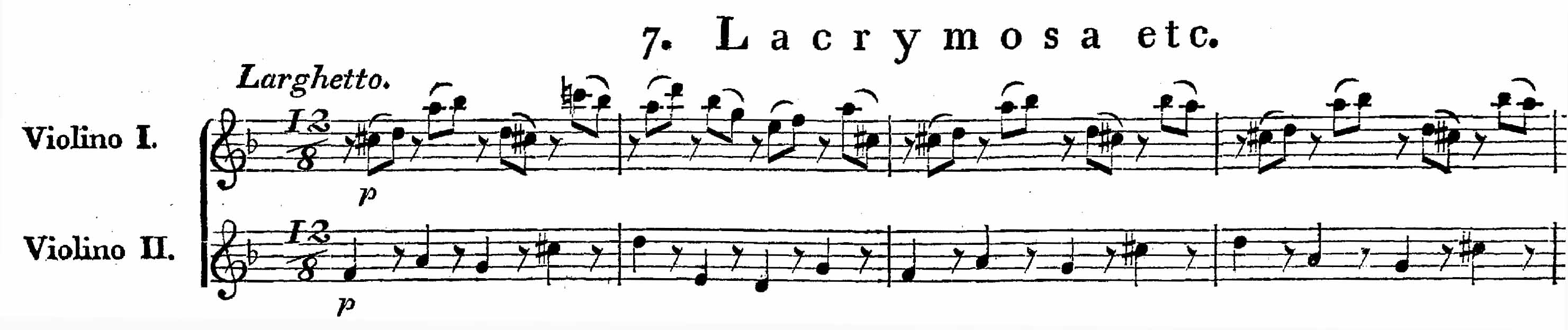
Anfang des Lacrimosa aus dem Requiem von Mozart

Die Seufzermotive, mit denen das Lacrimosa aus dem Requiem von Mozart beginnt, bestehen im ersten Takt aus Sekundschritten, im zweiten Takt werden jedoch auch andere (größere) Intervalle verwendet, ohne dass der seufzende Charakter verloren geht. Die größeren Intervalle verleihen den Seufzern sogar ein gesteigertes Pathos.

BWV13,5

Auch in der Bass-Arie Ächzen und erbärmlich weinen der Bachkantate Meine Seufzer, meine Tränen, BWV 13, treten die „Seufzer“ nicht nur in kleinen Sekunden (gelb und braun) auf. Es werden auch ungewöhnliche Fortschreitungen verwendet: Tritonus (grün) und übermäßige Sekund (rot)

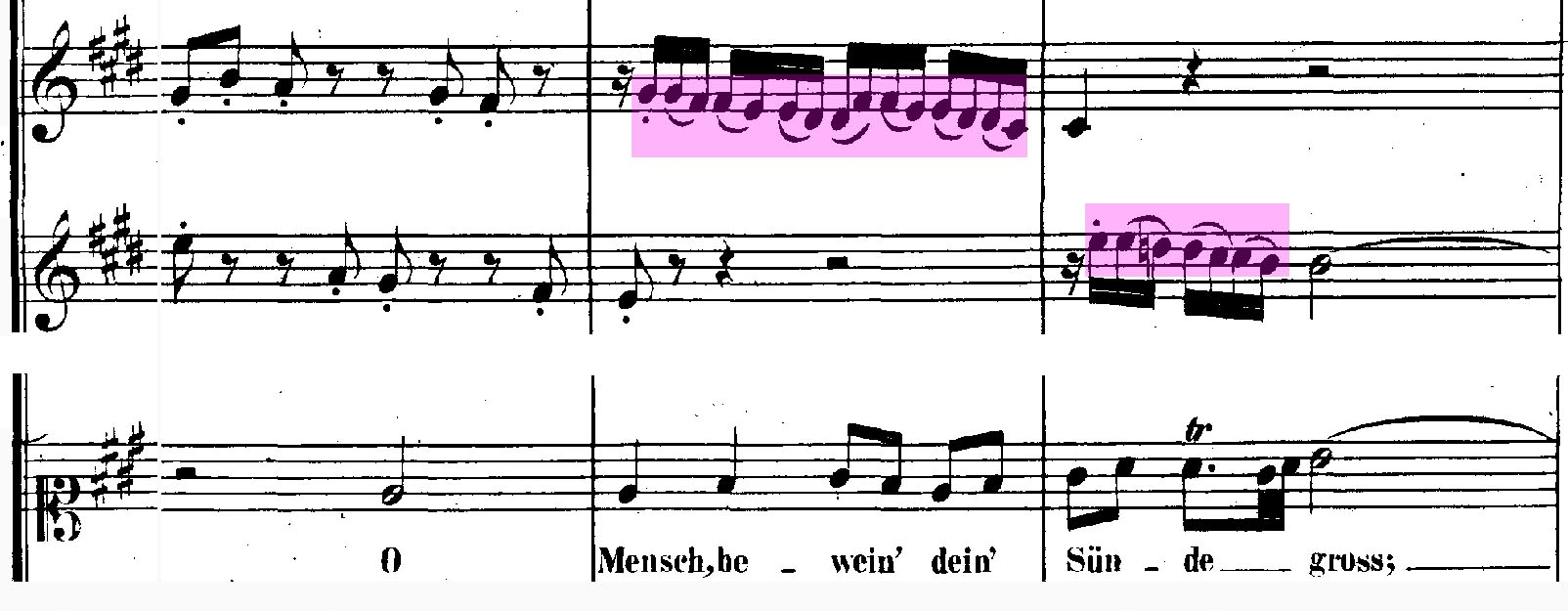
Aus Matthäuspassion: O Mensch bewein dein Sünde groß

### Seufzerketten
Seufzermotive werden häufig zu auf- oder absteigenden Ketten verbunden, wobei oft (wenn auch nicht immer) der betonte Ton der nachfolgenden Gruppe eine Wiederholung des unbetonten der vorausgehenden ist. Ein typisches Beispiel hierfür ist der Choral O Mensch bewein dein Sünde groß in der Matthäuspassion BWV 244.

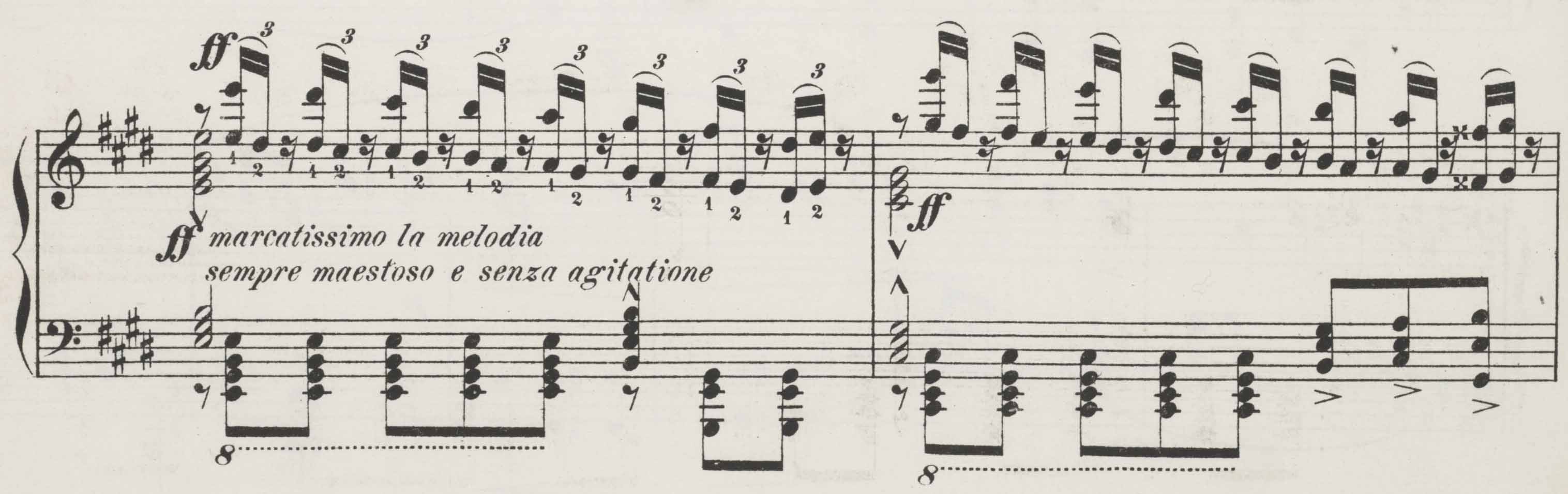
Seufzerketten in der Tannhäuser-Ouvertüre (bearb. von Liszt)

Die Seufzerketten in Wagners Oper Tannhäuser, die das Leiden der Pilger unterstreichen sollen, scheint Hector Berlioz nicht als solche erkannt zu haben: „Wenn schließlich der Choral wiederkehrt, […] so wiederholt sich die Violinfigur, die ihn bis zum Ende begleiten muss, notwendig mit einer für den Zuhörer erschreckenden Beharrlichkeit. […] Die eigensinnige, oder vielmehr grausam hartnäckige Figur kommt […] hundertund zweiundvierzigmal in der Ouvertüre vor. Ist das nicht zuviel? Sie kehrt auch im Verlauf der Oper noch häufig wieder, was mich auf die Vermutung bringen könnte, dass der Komponist ihr eine auf die Handlung sich beziehende Bedeutung beilegt, welche mir entgeht.“